# Woznikella
Woznikella – rodzaj wymarłego terapsyda z grupy dicynodontów, żyjącego w późnym triasie na obszarze obecnej Europy. Holotyp odkryto w Polsce, w skałach formacji Grabowa. Materiał przypisany obejmuje fragment żuchwy z Niemiec.

## Materiał kopalny
Holotyp –  ZPAL V. 34/1 – to częściowy szkielet należący do młodocianego osobnika, który został odkryty w Woźnikach. Kości te uznano za należące do jednego osobnika ze względu na ich odkrycie w jednym miejscu, zgodność stopnia skostnienia i wielkości kości oraz brak powtarzających się elementów. 
Materiał przypisany – SMNS 91416 – to przednia połowa żuchwy odkryta w Obernzenn (Bawaria).

## Klasyfikacja
Według Szczygielskiego i Suleja (2023) Woznikella należała do kladu Kannemeyeriiformes. Analizy filogenetyczne umieściły ją w pobliżu kladu Stahleckeriidae.

## Paleoekologia
Holotyp Woznikella odkryto w Woźnikach, w skałach formacji Grabowa, które są datowane na karnik lub noryk. Obecne są tam także szczątki innych kręgowców, w tym kolce płetwowe rekinów, kości temnospondyli i fitozaurów, fragment kości udowej dinozauromorfa oraz szczątki cynodonta Polonodon. Odkryto również tropy przypisywane dinozauromorfom, gadom z kladu Crurotarsi, a także dużym terapsydom. Skamieniałości bezkręgowców znane z Woźnik to małże, muszloraczki i małżoraczki. 
Ze skał formacji Stuttgart, datowanych na środkowy karnik, pochodzi żuchwa przypisywana do rodzaju Woznikella. W tym samym stanowisku, położonym w pobliżu Obernzenn, odkryto również szczątki roślin, koprolity, zęby rekinów oraz kości temnospondyli i archozaurów.
Skamieniałości dicydonotów z centralnej Europy są bardzo rzadkie. Jak dotąd znane są tylko dwa ich rodzaje – Lisowicia i Woznikella. Nie są jednak ze sobą bardzo blisko spokrewnione. Według analizy Szczygielskiego i Suleja (2023) reprezentują 2 odrębne fale migracji dicynodontów z południowo-wschodniej Afryki do centralnej Europy.

## Nazwa
Nazwa rodzajowa Woznikella pochodzi od nazwy miejscowości Woźniki, na terenie której dokonano odkrycia. Epitet gatunkowy triradiata odnosi się do obecności Y-kształtnych grzbietów na kości przedszczękowej.